# Operação Voltante
Operação Voltante foi uma investigação feita pela Polícia Federal do Brasil deflagrada em Março de 2010 que visava principalmente combater uma quadrilha que realizava assalto de bancos em cidades do interior do Brasil. Ficou marcado pelo uso do Comando de Operações Táticas da Polícia Federal, uma força de elite responsável por operações de alto risco. 
Foi a primeira vez que a Polícia Federal interceptou crimes do estilo 'Neo Cangaço'. Dois dias depois (05 de Março de 2010), a própria PF interceptou outra quadrilha no interior da Paraíba que tentava roubar a agência de Alagoa Nova. 

## Investigações
A quadrilha cometia com frequência assaltos a agências bancárias em cidades pequenas ou do interior no Brasil, principalmente no Nordeste. A Polícia Federal resolveu assumir as investigações do bando e começou a monitorar suas ações, preparando uma operação. Foi descoberto que a quadrilha praticava uma espécie de 'Novo Cangaço', escolhendo cidades pequenas e descobrindo o dia em que o cofre da única agência da cidade estivesse cheio. Após isso, os criminosos dominavam as poucas forças de segurança da cidade e roubavam todos os benefícios e dinheiro do local. 
A inteligência da Polícia Federal descobriu que o próximo alvo da quadrilha seria a agência do Bradesco em Santa Luzia do Paruá, no Maranhão. Após isso, a instituição começou a preparar o cerco. 

## Operação
Era 3 de março de 2010, e a quadrilha, ciente de que era o dia do pagamento, anunciou o assalto. Os criminosos não esperavam, no entanto, que policiais do Comando de Operações Táticas estavam na cidade com o apoio da Coordenação de Aviação Operacional. Os policiais federais deram voz de prisão aos membros da quadrilha, desencadeando uma rajada de tiros. Os agentes do COT responderam à injusta agressão e rapidamente alvejaram o primeiro criminoso, que tentou se esconder na porta de um carro. Após quinze minutos de tiroteio, seis criminosos foram mortos pelos agentes, um saiu ferido e três se renderam. 

## Imprensa
O Comando de Operações Táticas foi muito elogiado pela mídia e pela imprensa pelo 'cerco fulminante' e pela eficiência dos agentes federais. 
A Inteligência da Polícia Federal também recebeu muitos elogios, no dia 05 de Março de 2010  outra quadrilha especializada no Neo Cangaço tentou realizar um ataque a uma agência de Alagoa Nova na Paraíba. O grupo também foi interceptado por agentes da Polícia Federal e da Polícia Rodoviária Federal. 
1. ↑  «PF confirma sete mortos em tentativa de assalto a agência bancária no Maranhão». O Globo. 2 de março de 2010. Consultado em 7 de dezembro de 2023
2. ↑  Brasil, Jornal do (8 de maio de 2023). «PF usa sua tropa de elite para combater quadrilhas no Nordeste». Acervo. Consultado em 7 de dezembro de 2023
3. ↑  Brasil, Jornal do (8 de maio de 2023). «Quatro morrem no interior da Paraíba durante roubo a banco». Acervo. Consultado em 8 de dezembro de 2023
4. ↑  «Seis bandidos e vigia de banco são mortos em tentativa de assalto». CidadeVerde.com (em inglês). Consultado em 7 de dezembro de 2023
5. ↑  LIMA, Postado por GILBERTO. «SANTA LUZIA DO PARUÁ: ASSASSINATO DE SEIS ASSALTANTES DE AGÊNCIA DO BRADESCO TEM REPERCUSSÃO NACIONAL». Consultado em 7 de dezembro de 2023
6. ↑  Imirante (2 de março de 2010). «PF confirma sete mortos durante assalto - Imirante.com». Imirante. Consultado em 7 de dezembro de 2023
7. ↑  SEEB-MA, Imprensa. «Santa Luzia do Paruá: Assalto ao Bradesco está entre os motivos de ação civil pública contra o Estado do Maranhão». bancariosma.org.br. Consultado em 7 de dezembro de 2023
8. ↑  «PF afirma que quadrilha tinha ramificações em outros estados». piauihoje.com. Consultado em 7 de dezembro de 2023
9. ↑  Brasil, Jornal do (8 de maio de 2023). «Quatro morrem no interior da Paraíba durante roubo a banco». Acervo. Consultado em 8 de dezembro de 2023
10. ↑  «G1 > Brasil - NOTÍCIAS - Assaltantes morrem em tentativa de roubo a banco na Paraíba». g1.globo.com. Consultado em 8 de dezembro de 2023